# Richard Dent
Richard Lamar Dent (Atlanta, 13 dicembre 1960) è un ex giocatore di football americano statunitense, inserito nella Pro Football Hall of Fame nel 2011.

## Carriera
Dent giocò per quattro stagioni nella Tennessee State University senza peraltro mettersi in particolare evidenza, ma guadagnandosi comunque una scelta in NFL.
Scelto all'ottavo giro (203º posto assoluto) dei draft NFL del 1983 dai Chicago Bears, Dent riuscì a farsi notare dallo staff della squadra grazie anche ad un fisico particolarmente possente, tanto che già nella prima stagione a Chicago scese in campo in tutti gli incontri disputati dai Bears e dalla stagione successiva divenne titolare inamovibile nella posizione di destra della linea difensiva. A Chicago nel 1985 vinse il Super Bowl XX battendo in finale i New England Patriots per 46-10.
Dopo undici stagioni di permanenza a Chicago, nel 1994 passò ai San Francisco 49ers, dove però rimase sostanzialmente inattivo a causa di un lungo infortunio, disputando soltanto due gare; in quella stagione i 49ers vinsero il Super Bowl. Gli infortuni continuarono a penalizzarlo anche nella stagione successiva, quando era tornato nuovamente a Chicago.
Dent disputò le ultime due stagioni professionistiche nel 1996 con gli Indianapolis Colts e nel 1997 con i Philadelphia Eagles, giocando quasi tutte le partite ma come designated pass rusher, ruolo che ne consentiva un utilizzo limitato.
Nel 2011 Dent è stato ammesso alla Pro Football Hall of Fame.

## Palmarès
Durante la sua carriera, le squadre in cui Dent militava disputarono due Super Bowl, vincendoli entrambi: al Super Bowl XX, vinto dai Chicago Bears sui New England Patriots, venne nominato MVP, mentre non prese parte al Super Bowl XXIX, vinto dai San Francisco 49ers sui San Diego Chargers. Tra i riconoscimenti individuali, oltre al titolo di MVP del Superbowl XX, Dent può vantare:
- 4 convocazioni per il Pro Bowl, nel 1984, 1985, 1990 e 1993
- 2 inserimenti nella formazione All-pro, nel 1984 e 1985
- 2 Leader della NFL in fumble forzati (1984, 1985)